# Aeronwy Thomas
Aeronwy Thomas (3. března 1943 – 27. července 2009) byla britská překladatelka. Narodila se v Londýně jako druhý potomek (jediná dcera) básníka Dylana Thomase a jeho manželky Caitlin Thomas. Své jméno dostala podle řeky Aeron protékající západním Walesem. V roce 1949 se s rodiči přestěhovala do velšské obce Laugharne. Po smrti svého otce v roce 1953 žila s matkou v Itálii a později studovala na londýnské Isleworth College. Později se věnovala převážně překladatelské činnosti (z italštiny). Zemřela na leukemii ve věku 66 let.